# 1840 Hus
1840 Hus је астероид главног астероидног појаса чија средња удаљеност од Сунца износи 2,915 астрономских јединица (АЈ).
Апсолутна магнитуда астероида је 11,6.